# 犀利哥
犀利哥（1976年10月10日—），本名程国荣，江西鄱阳人，2010年初在浙江宁波流浪行乞。2010年2月，蜂鸟摄影社区一位用户试相机时拍摄的一组照片，随后以《秒杀宇内究极华丽第一极品路人帅哥！帅到刺瞎你的狗眼！求亲们人肉详细资料》为题转载于天涯论坛。相片中的乞丐看起来造型独特，衣着另类，表情冷峻，因而获得“犀利哥”之名，收到网民的追捧，迅速成为网络热点人物。
犀利哥由于生活坎坷可能患有轻微精神疾病。宁波市政府要求救助站务必找到“犀利哥”，救助站和热心网友曾找到“犀利哥”，但“犀利哥”在过度关注下惊慌失措，无法与人正常交流，并拒绝前往救助站，他曾在家鄉與親人團聚，但不久後又在老家附近開始流浪生活，2013年初被網友在天涯论坛提及下，由江西電視台都市頻道一個節目了解跟進之下，被程国圣（弟）送到鄱陽精神病醫院安頓治療。

## 质疑与回覆
由于贴中乞丐的举止太过惊世骇俗，有些人甚至质疑是否是真的乞丐。作者“街头湿人”在帖子中自称这是很真实的一张照片，因为没有PS（Photoshop）痕跡（但事实上，此发言也可能是来源于各大论坛形成的某种回帖句式，即：以发表“毫无PS痕迹！”一类语言来讽刺图片的虚假性或赞扬其PS功力。），街头的背景又说明了这就是一次偶然的抓拍——那苍老黝黑的手，证明了犀利哥就是一个货真价实的乞丐，不是模特或者演员。

## 身世探究
2010年3月5日，“犀利哥”与家人在宁波市求助站相认。据其家人讲述，“犀利哥”真名为程国荣，江西鄱阳人，出生于1976年，已婚并育有两个孩子，23岁时离家外出打工，并从此音讯全无。2009年，其父亲和妻子因车祸不幸亡故。其两个孩子及母亲都由弟弟程国圣抚养。
有网友透露，犀利哥是其战友。犀利哥1997年入伍后在南京军区江西南昌当兵，曾经参加过1998年中國水災的抗洪抢险任務，并且受到嘉奖。

## 成名後活動
凭借一身乞丐装和其被不少人认为“潇洒”的举动，被称作「潮爆了」（即十分时尚）而紅透网絡的「犀利哥」程國榮在2010年5月1日受聘於順德碧桂園農莊擔任時裝表演部門經理，至5月4日與姐姐和弟弟程國聖單方面回江西老家，據說4日的走秀表演令犀利哥進帳3萬元人民幣。其叔叔程广华坦承，碧桂園農莊看中的是犀利哥的名氣，犀利哥不怕網友誤會他借名氣“炒作賺錢”，“對於犀利哥來說，以自己的能力賺錢，重新找到自己生活的價值，這是非常重要的，所以我們家人全力支援他，也希望網友理解。”
2016年2月24日台湾中时电子报报道，犀利哥已失踪一年。

## 外部連結
- 乞丐王子熱瀰漫家鄉 （页面存档备份，存于）
- 港媒曝犀利哥11年前旧照 网友叹其回家后不再犀利 （页面存档备份，存于）